# Хебе короткокистевидная
Хебе короткокистевидная (лат. Hebe breviracemosa) — вид из рода Хебе (Hebe) семейства Подорожниковые (Plantaginaceae). Эндемик островов Кермадек (Новая Зеландия).

## Распространение и статус
Хебе короткокистевидная встречается только на острове Раоул в составе островов Кермадек. Произрастает на прибрежных скалах и мысах.
Вид был впервые открыт в 1888 году ботаником Томасом Фридериком Чизменом, который принял обнаруженное им растение, встречавшееся в изобилии на острове Раоул, за вид Hebe salicifolia (хотя он и сделал предложение, что обнаруженное им растение могло быть самостоятельным видом). Когда в 1908 году остров посетил ботаник У.Оливер, хебе короткокистевидная уже была достаточно редким растением, которое встречалось только на крутых утёсах, недоступных местным козам. В 1910 году Оливер составил биологическое описание растения и выделил его в самостоятельный вид, дав современное название. К 1981 году вид уже считался исчезнувшим. Однако в 1983 году, когда на Раоуле была окончательно уничтожена местная популяция коз, специалистам удалось обнаружить единственный экземпляр хебе короткокистевидной. Новые экземпляры удалось найти только в 1998 году.

## Биологическое описание
Хебе короткокистевидная — кустарник размерами 2 × 1,5 м. Ветки многочисленные, раскидистые. Побеги жёлто-зелёного цвета, покрыты пушком. Листовая почка такая же длинная, как и взрослый лист, с или без пазухи, пазуха яйцевидная или узкоовальная. Длина черешка листа — 5-10 мм. Длина листа составляет 30-150 мм, ширина — 15-30 мм. Цвет листа варьирует от жёлто-зелёного до зелёного и тёмно-зелёного. Форма овальная, ланцетная или продолговато-ланцетная. Кончик острый или слегка заострённый.
Соцветия латеральные, кистеобразные, длиной 20-50 мм. Длина цветоножки 5-15 мм. Прицветники зелёные, похожи на листья длиной 3-5 мм. Цветки бледно-сиреневые. Размер чашелистиков 4 на 1 мм, венчика — 1-1,5 мм, лепестков — 3 мм. Размеры семенной коробочки — 5 × 2,5 мм.